# Une femme trop aimante
Pour plus de détails, voir Fiche technique et Distribution.
Une femme trop aimante est un film muet français réalisé par Georges Denola, sorti en 1912.

## Fiche technique
- Titre : Une femme trop aimante
- Réalisation : Georges Denola
- Scénario : Georges Ista
- Photographie :
- Montage :
- Producteur :
- Société de production : Société cinématographique des auteurs et gens de lettres (S.C.A.G.L)
- Société de distribution :  Pathé Frères
- Pays d'origine :  France
- Langue : film muet avec les intertitres en français
- Format : Noir et blanc — 35 mm — 1,33:1 — Muet
- Genre : Comédie
- Métrage : 220 mètres
- Durée : 7 minutes
- Dates de sortie :
  -  France : 25 janvier 1912

## Distribution
- Cécile Barré : Isabelle
- Charles Lorrain : Georges
- Théodore Thalès dit le mime Thalès
- A. Vidal